# فوا
فوا. (بالفرنسية: Foix)‏، هي بلدية فرنسية في فرنسا العاصمة القديمة لكونتِ دو فْوَا (Comté de Foix)، اليوم محافظة ل إقليم ارييج، تقع في منطقة أوسيتاني .

## توأمة
لفوا اتفاقيات توأمة مع كل من:
- لاردة
- أندورا لا فيلا
- ريبون

## أعلام
- إريك كارير